# Марчена (остров)
Марчена (Биндло) (исп. Isla Marchena, Bindloe) — вулканический остров в северной части островов Галапагос. Назван в честь Антонио Марчены.

## География
Площадь острова составляет 129,96 км², самая высокая точка насчитывает 343 м над уровнем моря. На острове находится активный щитовидный вулкан. Последнее извержение произошло в 1991 году.

## Туризм
На острове туристы бывают редко, хотя около него есть хорошие возможности для дайвинга. Посетители видят Марчену как правило издалека, плывя на Хеновесу, которая расположена по соседству, на расстоянии 75 км.

## Слоновая черепаха

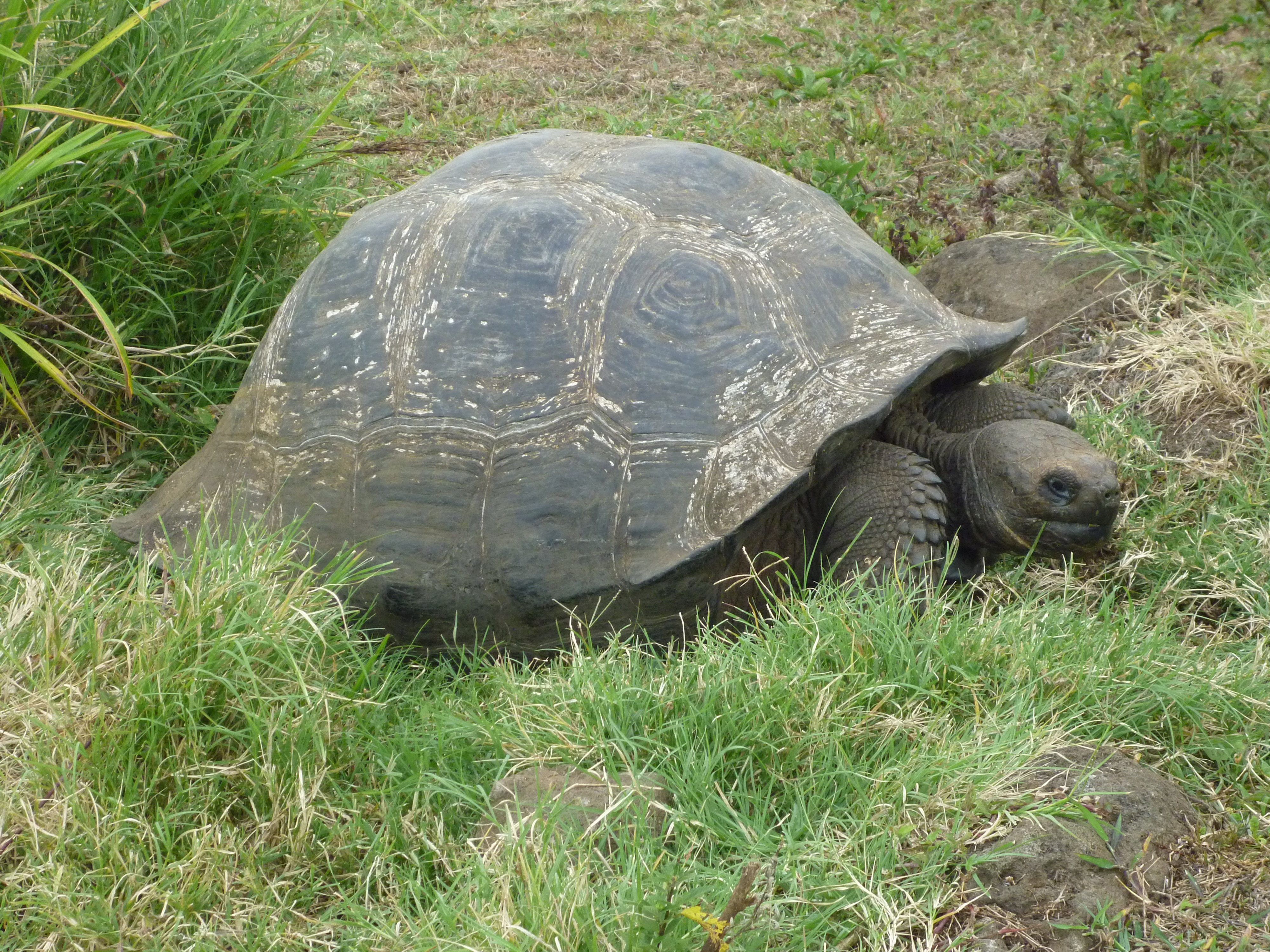
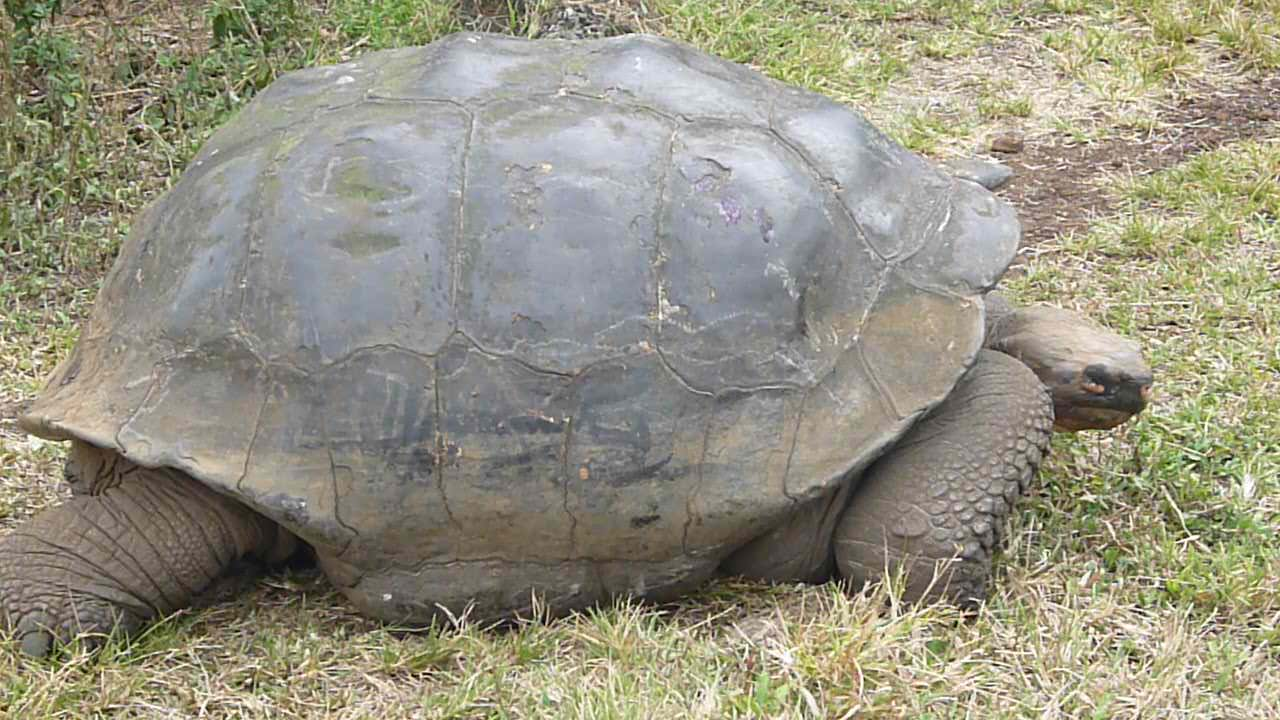
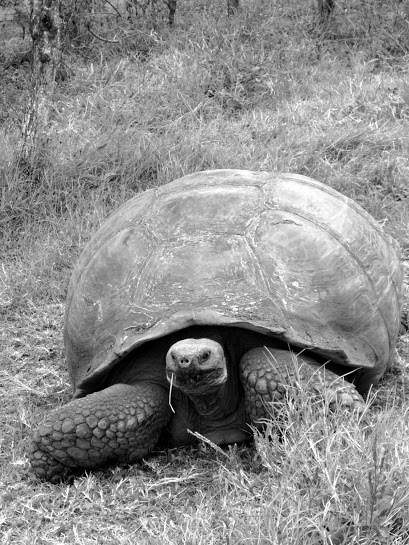